# Achada Grande (Monte)
Achada Grande é um lugar da freguesia do Monte, concelho do Funchal, Ilha da Madeira. Fica entre os sítios do Arrebentão e da Fonte das Moças.